# Per Lange
Per Lange, född 30 augusti 1901 i Hørsholm, död 9 juli 1991, var en dansk författare, översättare och poet.

## Biografi
Per Lange var son till författaren Sven Lange och bror till författaren Ib Lange. På faderns sida var han släkt med skalden Frederik Paludan-Müller. Han tog studentexamen vid Efterslægtsselskabets skole 1919 och blev filosofie kandidat (cand.phil) året därpå. Därefter företog han resor till Österrike (1923), där han kom i kontakt med olika litterära strömningar, och Italien (1926-1927), där hans intresse för klassisk och romersk kultur blev väckt. Han debuterade som poet 1920, då hans första dikt publicerades i tidskriften Exlex. Han debuterade i bokform med diktsamlingen Kaos og Stjærnen 1926, som har influenser från filosofen Friedrich Nietzsche och dennes syn på motsättningarna mellan det dionysiska och det apolloniska. Denna följdes av diktsamlingarna Forvandlinger (1929) och Orfeus (1932), som båda präglas av ett sökande efter det gudomliga med mytologiska drag. Langes diktning var också inspirerad av samtidens expressionism och 1800-talets litterära strömningar. Efter dessa två diktsamlingar gjorde Lange ett uppehåll från författarskapet och arbetade bl.a. på tidskriften Sind og Samfund (1932-1937). Han utgav en samling, Relieffer (1943), med utvalda dikter från tidigare verk.
Det var först på 1950-talet som Lange återigen publicerade litterära verk regelbundet, nu i form av essäer. Den första samlingen, Spejlinger, publicerades 1953 och följdes av Ved Musikkens Tærskel (1957), Samtale med et Æsel (1961), Om Krig og Krigsmænd (1966) och Dyrenes Maskerade (1969). Dessa verk är inspirerade av Michel de Montaigne och François de La Rochefoucaulds författarskap. Vid sidan om sitt författarskap har Lange även översatt verk av D.H. Lawrence, François de La Rochefoucauld, Jean de La Bruyère, Edith Sitwell, Denis Diderot, Samuel Butler, John Steinbeck, Per-Axel Branner och Pär Lagerkvist till danska. Han var även konsult för Gyldendals Forlag.

## Erkännanden
- Emma Bærentzens Legat (1930)
- Holger Drachmann-legatet (1932 & 1961)
- Gyldendals Boglegat (1944)
- Jeanne og Henri Nathansens Fødselsdagslegat (1946)
- Anckerska legatet (1950)
- Kritikerpriset (1957)
- Johannes Ewalds Legat (1959)
- Louisiana-Prisen (1959)
- Henrik Pontoppidans Mindefond (1961)
- Otto Rungs Forfatterlegat (1972)